# Aharon Remez
Aluf Aharon Remez (hebrejsky: אהרן רמז, narozen 8. května 1919, Tel Aviv, Britský mandát Palestina – 3. dubna 1994) byl izraelský voják a politik, jeden ze zakladatelů tajné letecké složky Hagany (Šerut Avir) a druhý velitel Izraelského vojenského letectva. Byl synem politika za stranu Mapaj a prvního izraelského ministra dopravy Davida Remeze.

## Biografie
Vojenskou kariéru začal v roce 1936, kdy vstoupil do řad tajné odbojové skupiny Hagana. Roku 1939 mu Židovská agentura umožnila absolvovat pilotní kurz v New Jersey, aby mohl vstoupit do řad britského Královského letectva (RAF) a bojovat tak proti nacistům. V RAF létal na Spitfirech a dosáhl britské hodnosti sergeant. Později se o tom v izraelské armádě vyprávěla ironická průpovídka: „…že se Aharon stal velitelem izraelského letectva, to pochopím, ale nejde mi do hlavy, jak to mohl jako Žid dotáhnout až na seržanta RAF…“
Po skončení druhé světové války stál roku 1947 za vznikem tzv. Šerut Aviru, letecké složky tehdy ještě ilegální Hagany. Za izraelské Války za nezávislost se Remez stal fakticky nejdříve spoluzakládajícím členem a posléze i druhým hlavním velitelem nově vzniklého izraelského letectva.
Po odchodu z armády roku 1960 sloužil jako izraelský velvyslanec ve Spojeném království.